# Ashley Zukerman
Ashley Zukerman (Santa Monica (Californië), 30 december 1983) is een Amerikaans acteur. Hij speelde in diverse films en televisieseries, waaronder Fear Street Part One: 1994, Fear the Walking Dead en Succession.

## Filmografie

### Film
- 2004: Tom White, als misdadiger
- 2010: Blame, als Anthony
- 2011: The Crimson Room, als John
- 2013: The Humble Beginnings of the Balloon, als Todd Digby
- 2013: Miasmata, als Max
- 2018: The Wind, als Isaac
- 2021: Fear Street Part One: 1994, als Nick Goode
- 2021: Fear Street Part Two: 1978, als Nick Goode
- 2021: Fear Street Part Three: 1666, als Nick Goode
- 2021: Upload, als CEO
- 2024: In Vitro, als Jack
- 2024: Bad Shabbos, als Benjamin
- 2025: One More Shot, als Rodney

### Televisie
- 2008-2011: Rush, als Michael Sandrelli
- 2010: The Pacific, als 2nd Lt Robert "Mac" MacKenzie
- 2010: Lowdown, als Dylan Hunt
- 2011: The Slap, als Dylan
- 2011: Terra Nova, als Lucas Taylor
- 2012: Death Star PR, als Bilson
- 2013: Mr & Mrs Murder, als Alex Moran
- 2013: Underbelly: Squizzy, als Det. James Bruce
- 2014-2015: Manhattan, als Charlie Isaacs
- 2014-2016: The Code, als Jesse Banks
- 2015: Childhood's End, als Jake Greggson
- 2016: Four Stars, als Danny
- 2016: Fear the Walking Dead, als Will
- 2016: Masters of Sex, als Gary Bucksey
- 2016-2017: Designated Survivor, als Peter MacLeish
- 2017: Friday on My Mind, als Ted Albert
- 2018-2023: Succession, als Nate Sofrelli
- 2020: A Teacher, als Matt Mitchell
- 2021: Dan Brown's The Lost Symbol, als Robert Langdon
- 2023: City on Fire, als Keith
- 2025: Silo, als Daniel
- 2025: Apple Cider Vinegar, als Clive Rothwell

## Theater
- 2007: The History Boys, als Timms
- 2008: The Hypocrite, als Valére
- 2009: B.C., als Joseph
- 2009: This Is Our Youth, als Warren
- 2011: As You Like It, als Orlando